# Eleccions legislatives búlgares de 1990
Les eleccions legislatives búlgares de 1990 se celebraren el 10 i el 17 de juny de 1990 i foren les primeres eleccions democràtiques celebrades a Bulgària des de l'establiment del règim comunista. Es tractava de votar als 400 membres de l'antic Soviet Suprem, dels quals 200 eren escollits a la primera volta i els altres 200 a la segona. El vencedor fou el Partit Socialista Búlgar, format pels elements reformistes de l'antic Partit Comunista Búlgar. Es formà un govern interí dirigit per Dimitar Iliev Popov com a primer ministre de Bulgària per tal de redactar una nova constitució i escollir un nou parlament el 1991.

## Antecendents
L'enorme èxode dels turcs ètnics i les exigències de reforma que sacsejaren Europa Oriental van contribuir a que el 10 de novembre de 1989, l'endemà de la caiguda del mur de Berlín, un cop a palau organitzat pels elements més aperturistes del Partit Comunista Búlgar (amb el tàcit consentiment soviètic) va derrocar Jivkov.

## Resultats
Resultats de les eleccions de 17 de juny de 1990 per a renovar l'Assemblea Nacional de Bulgària 
| Coalicions i partits              | Coalicions i partits                                                    | Vots      | %     | Escons       |
| --------------------------------- | ----------------------------------------------------------------------- | --------- | ----- | ------------ |
|                                   | Partit Socialista Búlgar (Bălgarska Socialističeska Partija)            | 2.887.766 | 47,15 | 211 (97+114) |
|                                   | Unió de Forces Democràtiques (Săjuz na Demokratičnite Sili)             | 2.217.798 | 36,21 | 144 (75+61)  |
|                                   | Moviment pels Drets i les Llibertats (Dviženie za Prava i Svobodi)      | 491.596   | 8,03  | 23 (12+11)   |
|                                   | Unió Popular Agrària Búlgara (Bălgarski Zemedelski Naroden Săjuz)       | 368.929   | 6,02  | 16           |
|                                   | Front Patriòtic (Otečestven Front)                                      | ?         | ?     | 2            |
|                                   | Partit Patriòtic del Treball (Otečestvena Partija na Truda)             | 36.668    | 0,6   | 1            |
|                                   | Partit Socialdemòcrata – (Social-democratičeska Partija)                | ?         | 0,72  | 1            |
|                                   | Partit d'Alternativa Socialista (Alternativna Sotsialističeska Partija) | 22.064    | 0,36  | --           |
|                                   | Associació Alternativa Socialista (Alternativna Sotsialističeska Sayuz) | 16.061    | 0,36  | -            |
|                                   | Total (participació 90,79%)                                             | 6.334.415 | 100.0 | 400          |
| Vots nuls                         |                                                                         |           |       |              |
| Vots vàlids                       | Vots vàlids                                                             | 6.090.119 |       |              |
| Vots registrats                   | Vots registrats                                                         | 6.976.620 |       |              |
| Font: Arxiu Electoral d'Adam Carr |                                                                         |           |       |              |